# Peridiniales
Ordre
Synonymes
- Peridiniida[2]

Les Peridiniales sont un ordre d'algues dinoflagellées.

## Liste des familles
Selon AlgaeBase (9 janvier 2022) :
- Archaeosphaerodiniopsidaceae, Deflandre
- Blastodiniaceae, Cavers
- Crypthecodiniaceae, Biecheler
- Deflandreaceae, Eisenack
- Dinosphaeraceae, Er.Lindemann
- Dollidiniaceae, Fensome
- Ensiculiferaceae, ZhunLi et al.
- Glenodiniopsidaceae, J.Schiller
- Heterocapsaceae, R.A.Fensome et al.
- Heterodiniaceae, Lindemann
- Kryptoperidiniaceae, Er.Lindemann
- Lessardiaceae, Carbonell-Moore
- Oxytoxaceae, Lindemann
- Peridiniaceae, Ehrenberg
- Peridiniopsidaceae, Gottschling et al.
- Phthanoperidiniaceae, Drugg & Loeblich
- Podolampadaceae, Lindemann
- Protoperidiniaceae, Balech
- Thecadiniaceae, Balech
- Peridiniales incertae sedis
  - Genre Adenoides Balech
  - Genre Aiora R.J.Davey
  - Genre Australisphaera R.J.Davey
  - Genre Avellodinium S.Duxbury
  - Genre Bacchidinium R.J.Davey
  - Genre Bagredinium K.P.Da, F.Zongo, G.Mascarell & Couté
  - Genre Bysmatrum M.A.Faust & K.A.Steidinger
  - Genre Cabra Shauna Murray & D.J.Patterson
  - Genre Caladoa Z.Luo, K.N.Mertens & H.F.Gu
  - Genre Chalubinskia Woloszynska
  - Genre Clipeodinium Pascher
  - Genre Discorsia S.Duxbury
  - Genre Dolichodinium Kofoid & A.Adamson
  - Genre Druggidium D.Habib
  - Genre Filisphaera J.P.Bujak
  - Genre Gelatia J.P.Bujak
  - Genre Glenodinium Ehrenberg
  - Genre Indodinium A.Kumar
  - Genre Indosphaera A.Kumar
  - Genre Kleithriasphaeridium R.J.Davey
  - Genre Nephrodinium Meunier
  - Genre Nexosispinum R.J.Davey
  - Genre Nottbeckia G.Hansen, Daugbjerg & Moestrup
  - Genre Parvocysta T.Bjaerke
  - Genre Peridiniella Kofoid & J.R.Michener
  - Genre Planodinium R.D.Saunders & J.D.Dodge
  - Genre Rhinodinium Shauna Murray, M.Hoppenrath, S.Yoshimatsu, S.Toriumi & J.Larsen
  - Genre Sabulodinium R.D.Saunders & J.D.Dodge
  - Genre Vectensia Batten & J.K.Lister
  - Genre Vulcanodinium E.Nézan & N.Chomérat

Selon World Register of Marine Species (4 juin 2021) :
- Archaeosphaerodiniopsidaceae
- Centrodiniaceae
- Ceratocorythaceae Lindemann, 1928
- Ceratoperidiniaceae
- Congruentidiaceae Schiller, 1935
- Crypthecodiniaceae Biecheler ex Chatton, 1952
- Deflandreaceae Eisenack, 1954 †
- Dinosphaeraceae Lindemann, 1928
- Glenodiniaceae
- Glenodiniopsidaceae Schiller, 1935
- Heterocapsaceae R.A. Fensome et al.
- Kolkwitziellaceae
- Kryptoperidiniaceae Er.Lindemann, 1925
- Lessardiaceae Carbonell-Moore, 2004
- Oxytoxaceae Lindemann, 1928
- Peridiniaceae Ehrenberg, 1831v
- Peridiniopsidaceae Gottschling et al., 2017
- Phthanoperidiniaceae
- Podolampaceae
- Podolampadaceae Lindemann, 1928
- Protoperidiniaceae J.P. Bujak & E.H. Davies
- Thecadiniaceae

Selon ITIS (9 janvier 2022) :
- Amphilothaceae
- Archaeosphaerodiniopsidaceae
- Blastodiniaceae
- Coccidinaceae
- Dinosphaeraceae
- Endodiniaceae
- Glenodiniaceae
- Glenodiniopsidaceae
- Haplozoonaceae
- Kolkwitziellaceae Lindemann, 1928
- Oodiniaceae
- Paradiniaceae
- Peridiniaceae Ehrenberg, 1828
- Podolampaceae Lindemann, 1928
- Podolampadaceae
- Polykrikaceae Kofoid & Swezy, 1921
- Pronoctilucaceae
- Protoceratiaceae
- Protoperidiniaceae Taylor, 1987
- Ptychochscaceae
- Syndiniaceae
- Triadiniaceae Dodge, 1981

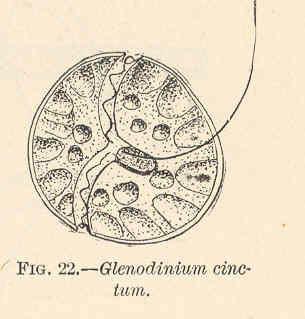
Glenodinium cinctum (Glenodiniopsidaceae).
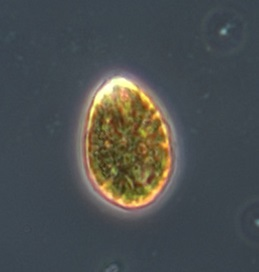
Ostreopsis cf. ovata (Ostreopsidaceae).
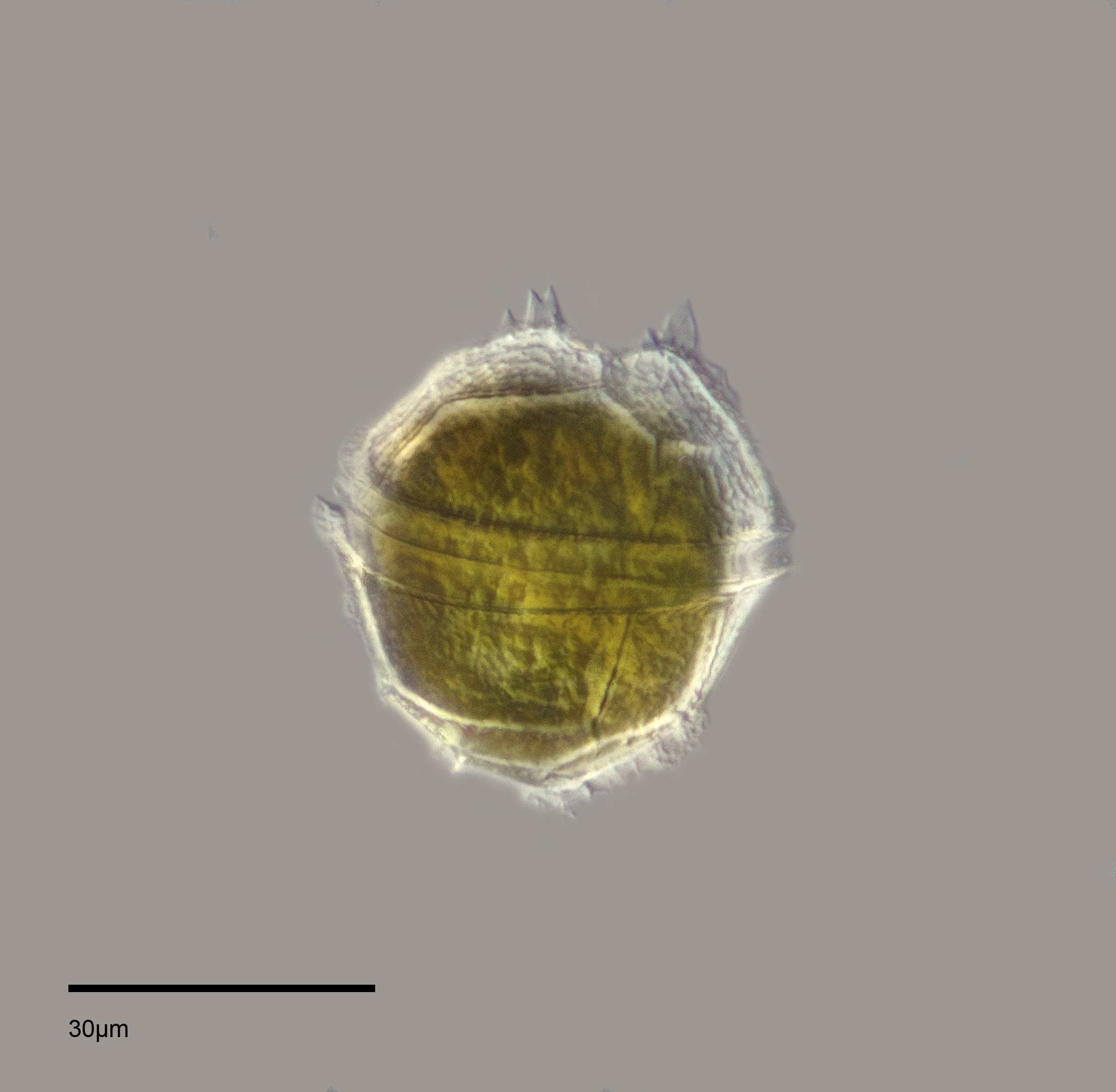
Peridinium willei (Peridiniaceae).
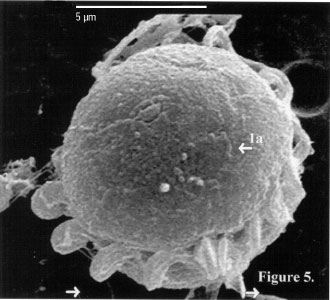
Pfiesteria shumwayae (Pfiesteriaceae).
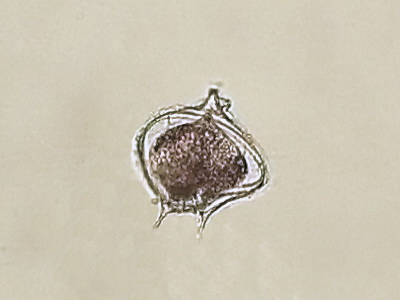
Protoperidinium depressum (Protoperidiniaceae).
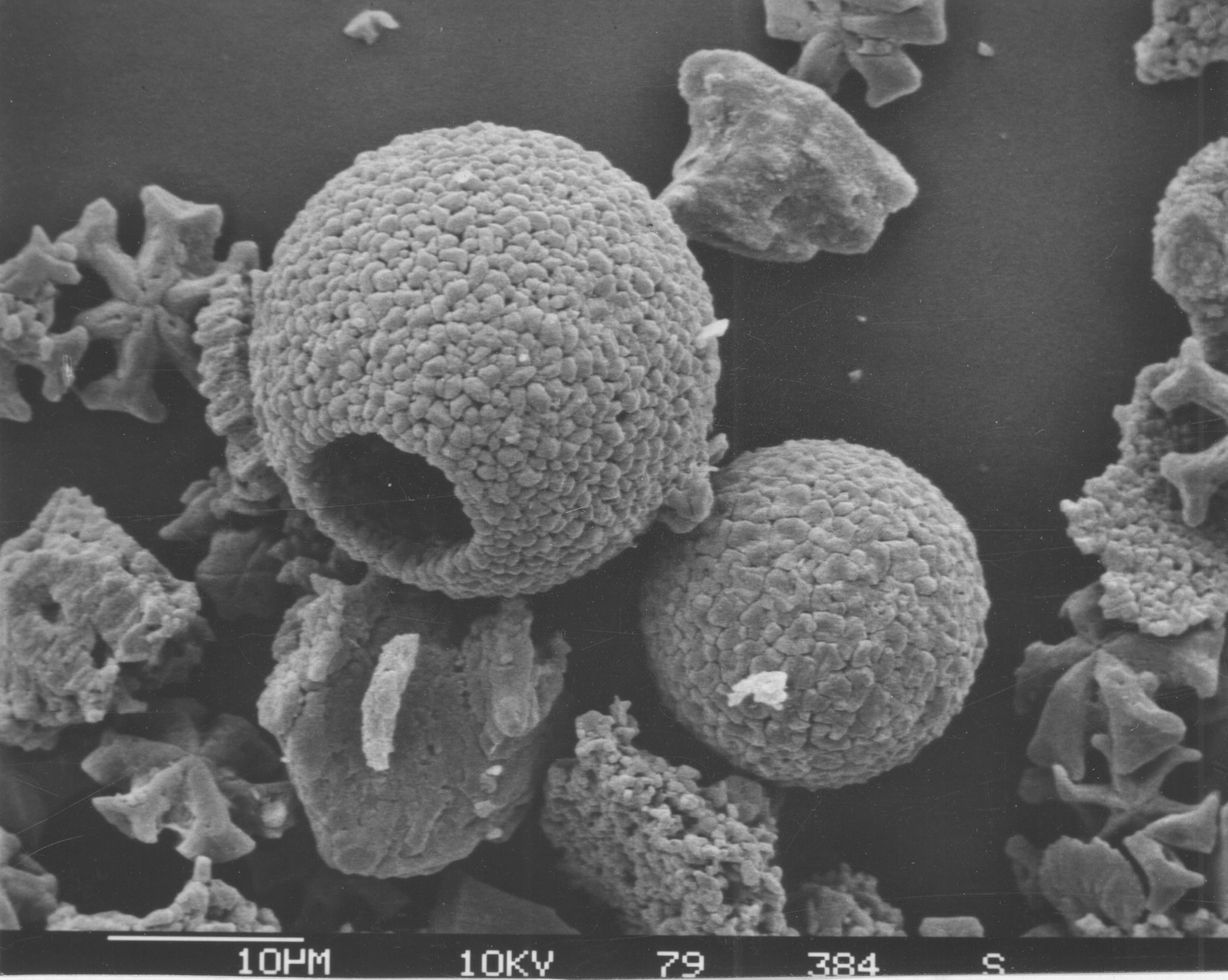
Thoracosphaera sp. (Thoracosphaeraceae).